# Hospital Distrital de Santarém

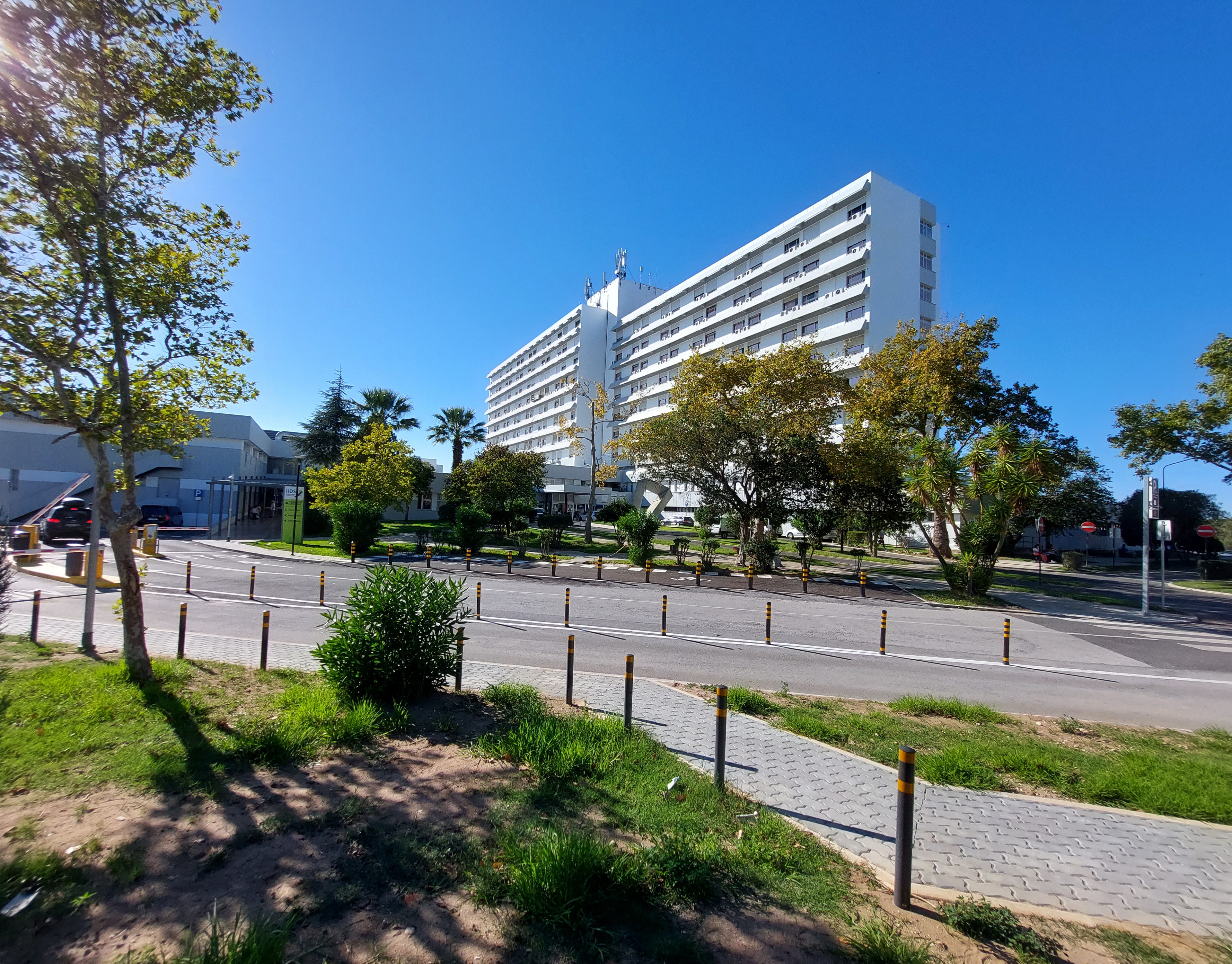
Hospital Distrital de Santarém

O Hospital Distrital de Santarém é um hospital público do Serviço Nacional de Saúde situado em Santarém, Portugal. Faz parte da Unidade Local de Saúde da Lezíria, sendo o hospital de referência para mais de 184 000 habitantes nos municípios de Almeirim, Alpiarça, Cartaxo, Chamusca, Coruche, Golegã, Salvaterra de Magos, Santarém e Rio Maior. Foi inaugurado em 1985. Tem uma capacidade de 374 camas.